# Halkosaari (ö i Norra Karelen, Joensuu, lat 62,82, long 30,21)
Halkosaari är en ö i Finland. Den ligger i sjön Hiirenvesi och i kommunen Joensuu i den ekonomiska regionen  Joensuu ekonomiska region  och landskapet Norra Karelen, i den sydöstra delen av landet, 400 km nordost om huvudstaden Helsingfors. Öns area är 0,2 hektar och dess största längd är 80 meter i nord-sydlig riktning.